# Ibrahima Sory Conte
Ibrahima Sory Conte (ur. 3 czerwca 1981 w Konakry) – piłkarz gwinejski grający na pozycji prawego obrońcy.

## Kariera klubowa
Karierę piłkarską Conte rozpoczął w klubie Satellite FC z Konakry. W 2000 roku zadebiutował w jego barwach w pierwszej lidze gwinejskiej. W 2001 roku wyjechał z Gwinei do belgijskiego KSC Lokeren. 5 maja 2002 zadebiutował w lidze Belgii w zremisowanym 3:3 wyjazdowym spotkaniu z KAA Gent. Przez 4 sezony rozegrał w Lokeren 64 spotkania ligowe.
W 2005 roku Conte wrócił do Gwinei i przez 2 sezony występował w klubie Hafia FC z Konakry. W 2006 roku ponownie grał w Europie, we francuskim klubie Rodez AF z czwartej ligi. W sezonie 2007/2008 był piłkarzem Tours FC grając w trzeciej lidze. W 2008 roku rozwiązał kontrakt z klubem.

## Kariera reprezentacyjna
W reprezentacji Gwinei Conte zadebiutował w 1998 roku. W 2004 roku podczas Pucharu Narodów Afryki 2004 był podstawowym zawodnikiem, a jego dorobek na tym turnieju to 4 mecze: z Demokratyczną Republiką Konga (2:1), z Rwandą (1:1), z Tunezją (1:1) i ćwierćfinał z Mali (1:2).